# Fregata klase Admiral Gorškov
Klasa Admiral Gorškov, ruska oznaka Projekt 22350 za izvornu i nadograđenu verziju naoružanu sa 16 odnosno 32 ćelije vertikalnog lansirnog sustava, najnovija je klasa fregata koju gradi brodogradilište Sjevernaja Verf u Sankt-Peterburgu za rusku mornaricu po cijeni od 250 milijuna dolara. Projekt 22350 Sjevernoga projektno-konstruktorskog biroa uključuje upotrebu stealth tehnologije. Od kolovoza 2020. naručeno je deset brodova za isporuku do 2027. Vodeći brod klase, Admiral Gorškov, pušten je u službu 28. srpnja 2018.

## Povijest
Dizajn broda odobrilo je zapovjedništvo ruske mornarice u srpnju 2003. Plan je u potpunosti zamijeniti starije klase NATO-ovih naziva Neustrašimi i Krivak u četiri ruske flote.
Ruska mornarica postavila je zahtjev za 20 do 30 takvih brodova. Brodogradilište Sjevernaja Verf do sada je objavilo da je primilo narudžbe za šest brodova. Prema riječima zamjenika zapovjednika ruske mornarice za naoružanje viceadmirala Viktora Bursuka, ruskoj mornarici treba najmanje 15 takvih fregata u osnovnoj i nadograđenoj verziji.
Prva dva broda klase imaju plinske turbine Zorya-Mashproekta iz Ukrajine. Nakon krimske krize 2014. ukrajinska industrija odbila je isporučiti Rusiji vojnu tehnologiju. Kao rezultat toga, NPO Saturn je dobio zadatak da dizajnira domaće motore. Početne prognoze očekivale su da će ovi novi motori biti dostupni 2017. – 2018., što bi omogućilo puštanje brodova u pogon od 2020. U studenom 2020. objavljeno je da je United Engine Corporation pokrenula isporuku DGTA M55R dizel-plinske elektrane koja će biti instalirana na fregate klase počevši od Admirala Isakova.
Prva fregata u klasi, Admiral Gorškov, predana je u službu 28. srpnja 2018.
Državno testiranje ruskog brodskog raketnog sustava protuzračne obrane Poliment-Redut dometa 150 km (93 milje) s radarom s fazno upravljanom rešetkom za fregate serije 22350 je dovršeno, objavio je u veljači glavni zapovjednik ruske mornarice admiral Vladimir Koroljov 2019.
U ožujku 2019. dizajnerski biro izvijestio je da je dovršio nacrt nadograđene fregate Projekta 22350M i započeo rad na tehničkoj dokumentaciji za brod. Vjeruje se da će fregate Projekta 22350M sadržavati povećani broj VLS ćelija za kombinaciju 48 ili 64 protubrodskih krstarećih projektila Kalibr, Oniks i Cirkon uz istisninu od oko 7000 tona.
Dana 17. kolovoza 2022. Ujedinjena brodograđevna korporacija izjavila je da će uskoro biti spremna podnijeti prijedlog dizajna za Projekt 22350M "Super Gorškov" Ministarstvu obrane, s polaganjem vodećeg broda koji je već planiran, ali datum još nije javno poznat (od kolovoza 2022).

## Dizajn
Klasa Admiral Gorškov nasljednica je fregata klase Neustrašimi i Krivak. Za razliku od svojih prethodnika iz sovjetske ere, novi brodovi namijenjeni su za više uloga: moraju biti sposobni izvoditi udare dugog dometa, voditi protupodmorničko ratovanje i izvršavati misije pratnje.

## Varijante
- Projekt 22350 – originalna verzija koja je naručena
- Projekt 22350 nadograđen – s 32 UKSK VLS ćelije (za krstareće rakete) umjesto 16
- Projekt 22356 – izvozna verzija projekta 22350, prvi put predstavljena tijekom međunarodne izložbe Euronaval-2010.[18][19]
- Projekt 22350M – prvi put predstavljen 2014., brod je nazvan "Super Gorškov" zbog povećanog trupa s povećanom istisninom od 8000 tona, piramidalnog jarbola i 64 VLS ćelije[20] za protubrodske krstareće rakete Kalibr, Oniks i Cirkon, razvijen za rusku mornaricu. Godine 2020. objavljeno je da bi rad na projektiranju trebao biti dovršen 2022. nakon čega se predviđa polaganje vodećeg broda nadograđene klase.[21][22] Godinu dana kasnije, zamjenik glavnog izvršnog direktora za vojnu brodogradnju Ujedinjene brodograđevne korporacije (USC), Vladimir Koroljov, navodno je rekao novinskoj agenciji TASS da će projektiranje broda zapravo biti dovršeno 2023. Kazao je da je planirano 12 brodova koji bi trebali nositi do 64 krstareće rakete Kalibr, Oniks i Cirkon te raketni sustav PZO Poliment-Redut s do 100 projektila. Brodovi bi bili opremljeni i za protupodmorničko ratovanje.[23]